# Xã Harmon, Quận Lee, Illinois
Xã Harmon (tiếng Anh: Harmon Township) là một xã thuộc quận Lee, tiểu bang Illinois, Hoa Kỳ. Năm 2010, dân số của xã này là 378 người.